# Mignatta
Mignatta – włoska żywa torpeda okresu I wojny światowej. Jej rozwinięciem była Maiale z II wojny światowej.
Przeprowadziła pierwszy udany atak żywej torpedy na zacumowany w porcie Puli austro-węgierski pancernik „Viribus Unitis” nocą 31 października/1 listopada 1918 (przez brak łączności pancernik został zatopiony po przejęciu przez Państwo Słoweńców, Chorwatów i Serbów). Załoga torpedy, po założeniu ładunków, oddała się do niewoli i przeżyła atak. Dowiedziawszy się o przejęciu pancernika przez sojuszników ostrzegła nową załogę pancernika, jednak nie zdradziła miejsca zamocowania głowicy, która o godz. 6:44 eksplodowała, powodując szybkie zatonięcie okrętu.

## Dane
- wyporność: 1,5 t
- długość: 8,2 m
- średnica: 600 mm
- silnik na sprężone powietrze mocy 40 KM
- zasięg: 8 mil
- prędkość 2 węzły
- załoga: 2 osoby
- uzbrojenie: 2 odczepiane głowice bojowe po 170 kg materiału wybuchowego z zapalnikiem zegarowym do 5 godzin i uchwytami magnetycznymi do mocowania pod kadłubem atakowanego okrętu
- konstruktorzy i załoga podczas ataku w Puli:
  - inż. major Rafaelle Rossetti
  - porucznik Raffaele Paolucci